# 마르크 호제만

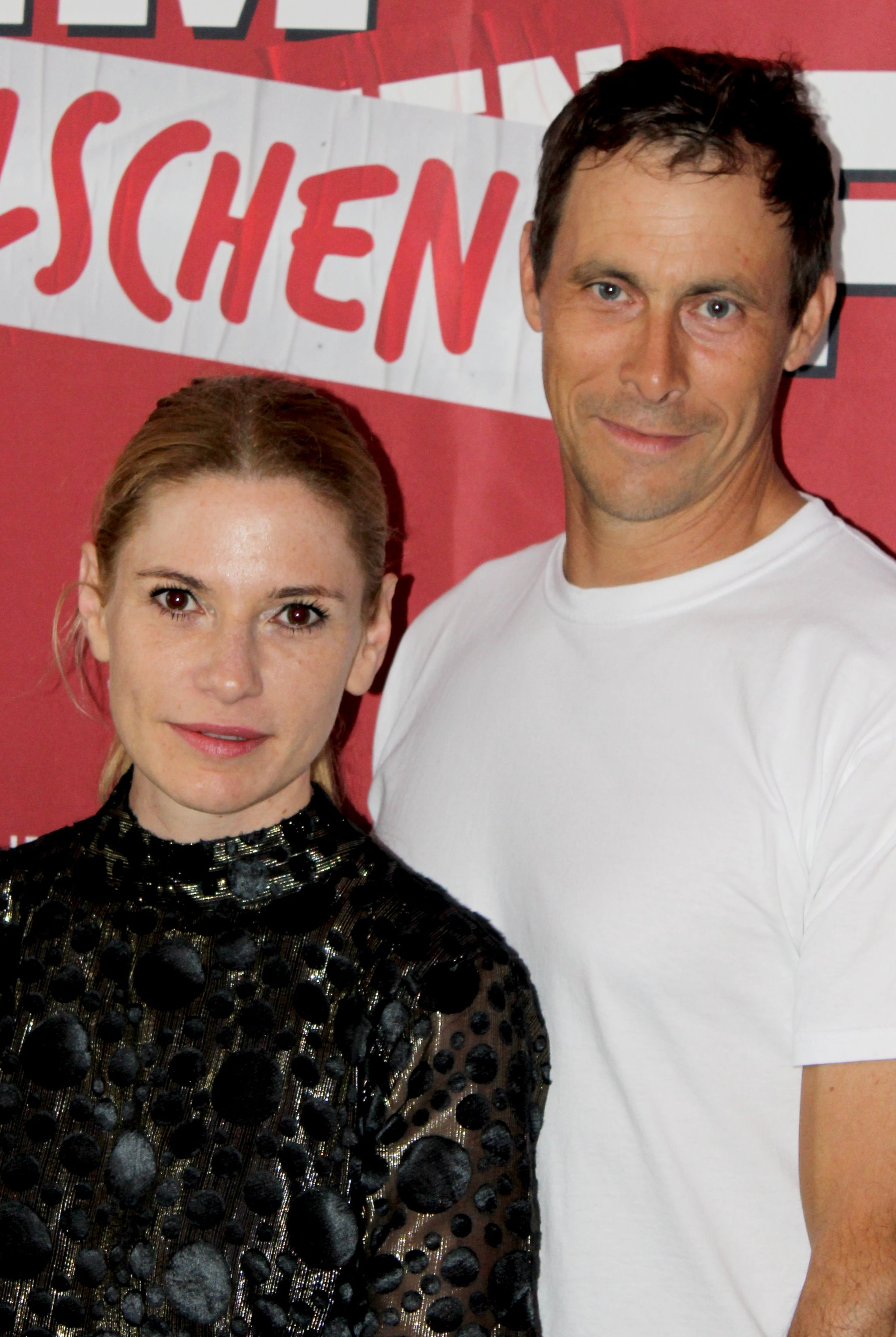

마르크 호제만(독일어: Marc Hosemann, 1970년 8월 20일 ~ )은 독일의 배우이다.
함부르크에서 태어났다.

## 영화
- 미션: 러브 (2017년)
- 킹 오브 베를린 (2017년)
- 칼 슈미트의 귀환 (2017년) - 레이문드 역
- 몽키 킹 (2016년)
- 마이 굿 한스 (2015년)
- 언익스펙티드 (2014년)
- 커피 인 베를린 (2012년)
- 16 오크스 (2012년)
- 플라이 미 투 더 문 (2012년)
- 리스 (2010년) - 납치범 역
- 유리 레논의 알파 46 착륙기 (2010년)
- 소울 키친 (2009년)
- 마음은 어두운 숲 (2007년)
- 검은 양 대소동 (2006년)
- Schwesterherz (2006년)
- 인베스티게이팅 섹스 (2001년)
- 트루빌 해변 (1998년)
- 짧고 고통없이 (1998년)